# Katrina McClain
Katrina McClain Johnson (nacida el 19 de septiembre de 1965 en Charleston, Carolina del Sur) es una exjugadora de baloncesto estadounidense. Consiguió seis medallas con Estados Unidos en mundiales y Juegos Olímpicos.McClain fue incluida en el Salón de la Fama del Baloncesto Femenino y en el Salón de la Fama del Baloncesto Naismith Memorial.